# Онжуан
Онжуан (фр. Anjouin) је насељено место у Француској у региону Центар, у департману Ендр.
По подацима из 2011. године у општини је живело 345 становника, а густина насељености је износила 11,93 становника/km².

## Демографија
| 1962. | 1968. | 1975. | 1982. | 1990. | 2011. |
| ----- | ----- | ----- | ----- | ----- | ----- |
| 473   | 435   | 380   | 405   | 348   | 345   |